# Veerle Baetens
Veerle Baetens (24 de enero de 1978) es una actriz y cantante belga, popular por su papel de Elise/Alabama en la película dramática The Broken Circle Breakdown. Nació en Brasschaat, Bélgica. Tuvo su educación musical en el Hoger Instituut voor Dramatische Kunsten, en Bruselas.

## Carrera
En el 2005, Veerle ganó el premio musical "John Kraaijkamp", en la categoría "Actriz principal en un musical", por su papel en la adaptación holandesa del musical Pippi Longstocking.
En el 2012 lanzó un álbum junto a su banda musical llamada "Dallas", titulado Take It All.
En 2013, ganó en la categoría a Mejor Actriz en los European Film Awards por su papel en The Broken Circle Breakdown.

## Filmografía
- Misstoestanden (2000)
- De verliefde akela (2000)
- La Dependence (2001)
- Verloochend (2001)
- Up (2002)
- Alias (2002)
- De Zusjes Kriegel (2004)
- Romance (2004)
- De kus (2004)
- Litteken (2005)
- Verlengd weekend (2005)
- Dennis van Rita (2006)
- Windkracht 10: Koksijde Rescue (2006)
- Loft (2008)
- Zot van A (2010)
- The Broken Circle Breakdown (2012)
- The Verdict (2013)
- The Ardennes (2015)
- Des nouvelles de la planète Mars (2016)

## Musicales
- Cabaret (1998)
- Where were you when... (1999)
- Nonsens (1999)
- Chicago (2000)
- Holiday Love Show (2003)
- Pippi Langkous (2005)